# Алетта ван Манен
Алетта ван Манен (нід. Aletta van Manen, 20 жовтня 1958) — нідерландська хокеїстка на траві.
Олімпійська чемпіонка 1984 року, бронзова призерка 1988 року.
Чемпіонка Європи 1987 року.
Переможниця Трофею чемпіонів 1987 року.
Чемпіонка світу 1983, 1986 років.